# Dioxin
Dioxin er en samlebetegnelse for en gruppe klorholdige giftstoffer som dannes under forbrænding af organisk materiale så længe der er klor til stede. Dioxin er meget skadelig for mennesker og dyr - men ikke planter da det ikke optages via rødderne; men planterne kan optage dioxin fra luften, hvorefter de skades. 
Under vietnamkrigen blev det brugt som plantegift i tætte jungleområder. Giften fører over lang tids eksponering til øget risiko for kræft, reproduktionsforstyrrelser og andre hormonforstyrrelser, nedsættelse af immunforsvaret og neurotoksiske effekter.

## Dioxiner og furaner
Dioxiner og furaner er to grupper af miljøgifte med næsten ens opbygning som har mange af de samme egenskaber. Disse miljøgifte kan give helbredsskader som nedsat immunforsvar, hudskader, misdannelser og reduceret vækst. Dioxiner bidrager også til øget risiko for kræft i lever og tarme. Udslip af dioxiner og furaner er stadig et betydeligt miljøproblem i hele verden.
Dioxiner er en betegnelse for en stofgruppe på 75 giftige kemikalier. Det kemiske navn på denne gruppe er polyklorerede dibenzodioxiner (PCDD). En nært beslægtet gruppe kemikalier kaldes furaner, eller mere præcist polyklorerede dibenzofuraner. Denne gruppe består af 135 forskellige stoffer. Det er almindeligt at analysere og behandle disse to stofgrupper i sammenhæng, og i det følgende omtales hele gruppen af stoffer som dioxin.
Den totale gruppe af miljøgiften dioxin består da af 210 stoffer. Af disse er der 12 stoffer som regnes for ekstremt giftige. I engelsksproget litteratur omtales disse ofte som "the dirty dozen" ("det beskidte dusin"). Det allergiftigste stof hedder 2,3,7,8 tetraklordibenzo-p-dioxin (2,3,7,8 TCDD). Forsøg har vist at 0,5 milligram TCDD er nok til at dræbe et marsvin. De andre stoffers giftighed angives ofte som ækvivalenter af 2,3,7,8 TCDD, sådan at dette stof bruges som reference for de andre.
Dioxinerne er organiske miljøgifte. Det indebærer at stofferne er nedbrydelige i naturen, men i tilfældet med dioxin tager denne nedbrydning ofte lang tid. Nedbrydningstiden for dioxiner i naturen varierer fra nogle måneder til mange år.

### Kemisk struktur
Dioxinerne er kemiske derivater af dioxin. Navnet dioxin refererer til di = 2 og oxy = ilt. Ofte er dioxinerne klorerede forbindelser af to benzenringe bundet sammen af en dioxinring. På billedet er vist nummereringen af atomerne i skelettet af dibenzodioxin. Kloratomerne sidder for eksempel på positionerne 2-3 og 7-8. 
- 1,4-dioxin eller p-dioxin
- dibenzo-1,4-dioxin eller dibenzo-p-dioxin

Til sammenligning vises den generelle struktur af nogle polychlorerede pesticider
- polychlorerede dibenzodioxiner
- polychlorerede dibenzofuraner
- polychlorerede biphenyler